# Norma O. Walker
Norma O. Walker (Las Animas, 26 juni 1928 - Portland, 8 september 2023) was een Amerikaans politica. Ze was een van de eerste vrouwelijke burgemeesters van een Amerikaanse stad met meer dan 60.000 inwoners. Walker was burgemeester van Aurora (Colorado) en bekleedde het ambt van 1965 tot 1967. Anno 2016 was ze nog altijd de enige vrouwelijke burgemeester die Aurora ooit gekend heeft. Walker speelde een belangrijke rol in het aanpakken van aanhoudende problemen met de watervoorziening in Aurora.

## Biografie

### Jeugd en opleiding
Walker werd geboren in Las Animas in de staat Colorado in 1928. Haar vader was voorzitter van de plaatselijke afdeling van de Republikeinse Partij in Bent County waarvan Las Animas de hoofdplaats is. Ze werd als kind door haar vader vaak meegenomen naar betogingen. Walker voltooide de highschool in 1946 waarna ze onderwijs ging studeren aan Colorado Women's College. Hierna gaf ze les aan first grade, een klas in het Amerikaanse onderwijssysteem met leerlingen van 6-7 jaar. Na drie jaar stopte ze met lesgeven toen ze zwanger werd van haar eerste kind.

### Politiek
In een interview met AuroraTV in 2016 gaf Walker aan dat ze vanaf 1961 of 1962 actief werd in de politiek en dat ze enige jaren daarvoor voorzitter was van de League of Women Voters. Toen Walker zich kandidaat stelde voor het burgemeesterschap van Aurora, stuitte ze op seksisme van zowel mannen als vrouwen. Ze werd bedreigd en er werd bij haar thuis ingebroken. Er werd een steen door de ruiten gegooid waarna ze politiebescherming kreeg. Tijdens de verkiezingscampagne stond ze alleen met achternaam vermeld op borden, om zo haar sekse te verbergen. In 1965 werd Walker ondanks het verzet verkozen tot burgemeester. Ze vervulde deze functie van 8 november 1965 tot 12 november 1967. Gedurende deze periode ondervond ze last van gemeenteraadsleden die haar tegenwerkten omdat ze vrouw was. Ze zorgde voor een loonsverlaging voor gemeenteraadsleden (waaronder haarzelf) maar loonsverhoging voor medewerkers van politie en brandweer. Tevens werd onder Walkers burgemeesterschap watervoorziening van de stad aangepakt. Ze stelde zich verkiesbaar voor een tweede termijn maar verloor met een kleine marge.
Na haar burgemeesterschap werd Walker in 1967 door president Lyndon B. Johnson aangesteld als lid van de National Highway Safety Advisory Committee. Ook in die positie werkte haar sekse tegen haar, evenals het feit dat ze Democraat was in een periode waarin de advisory committee in tweeën gespleten werd door partijpolitiek.

#### What's My Line?
Op 14 november 1965 verscheen Walker als gast in het populaire spelprogramma What's My Line?. Ze werd uitgenodigd om aan de show deel te nemen nadat ze verkozen was tot burgemeester. Vanwege haar functie was ze interessant voor het programma, waarvan het doel was dat de panelleden moesten raden welk beroep de gasten uitoefenden. Het was de eerste aflevering van het programma sinds het overlijden van een van de vaste panelleden, journalist Dorothy Kilgallen. Actrice Kitty Carlisle Hart, die aan de show deelnam als panellid, merkte op dat iedereen vast op Walker gestemd moest hebben bij de verkiezingen om het burgemeesterschap vanwege haar uiterlijk. In een interview in 2016 met Oregon Live gaf Walker toe dat deze opmerking haar beledigde en dat ze Carlisle Hart destijds wel kon slaan.

### Na de politiek
Toen Walker de politiek verliet, raakte ze betrokken bij en vervulde functies in de kunstsector.

## Privéleven
Walkers ouders waren van Scandinavische oorsprong. Haar vader kwam uit Noorwegen. Ze was weduwe en moeder van drie kinderen.
Walker overleed op 8 september 2023 op 95-jarige leeftijd.